# Thermes antiques dans la forteresse de Niš
Les thermes antiques dans la forteresse de Niš (en serbe cyrillique : Античке терме у Нишкој тврђави ; en serbe latin : Antičke terme u Niškoj tvrđavi) se trouvent à Niš, dans la municipalité de Crveni krst et dans le district de Nišava, en Serbie. Ils sont inscrits sur la liste des monuments culturels de grande importance de la République de Serbie (identifiant no SK 289).

## Présentation

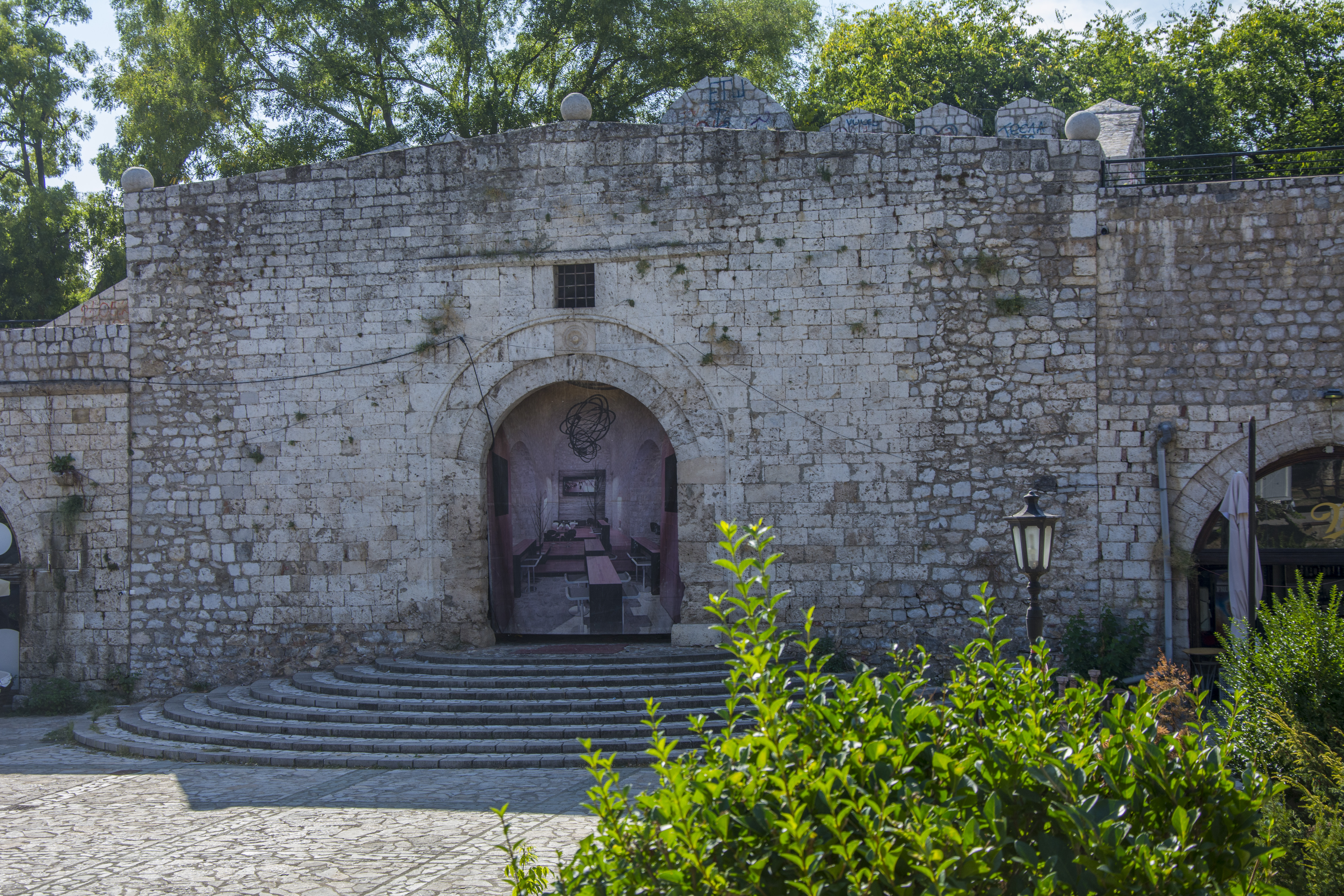
La porte de Belgrade (1719-1723), près des thermes.

Les thermes antiques sont situés à proximité de la porte de Belgrade, une des quatre entrées de la forteresse de Niš, le long des murailles des fortifications ottomanes. Ils s'étendent sur une superficie d'environ 900 m2 ; de plan rectangulaire, le bâtiment mesure 31 × 25 m, avec une entrée à l'est et une cour relativement grande au sud. Presque toutes les pièces de ces thermes ont été conservées.
Les deux  pièces centrales étaient des vestiaires (apodyterium) ; à l'ouest se trouvaient le bain froid (frigidarium), le bain chaud (caldarium) et la salle de transpiration (sudatorium) ; près du caldarium se trouvait la salle contenant le fourneau (praefurnium) destiné à chauffer les autres pièces. Du côté sud se trouvait une autre pièce dont l'usage reste inconnu.
Lors des fouilles engagées sur le site, des vestiges des remparts de la forteresse byzantine ont été mis au jour le long du côté nord-ouest des thermes, ainsi que les vestiges d'une petite nécropole ; les objets découverts datent des IVe et VIe siècles.